# Touch (манга)
Touch (яп. タッチ Татти, «Касание») — манга, автором которой является Мицуру Адати. Впервые начала выпускаться в еженедельном журнале Shonen Sunday с 1981 по 1985 год. В 1983 году получила премию «Сёгакукан» как лучшая сэйнэн- и сёдзё-манга. Всего выпущено 26 томов. Согласно опросу, проведенному в 2007 году министерством культуры Японии, занимает 33-е место среди лучшей манги всех времён.
На основе сюжета манги был выпущен аниме-сериал, который в своё время получил один из самых высоких рейтингов в истории телевизионных шоу Японии, 3 полнометражных мультфильма и 3 игровых телесериала.
В 2012 году был начат выпуск сиквела манги, получшившего название Mix и повествующего о событиях тридцать лет спустя.

## Сюжет
У соседей Уэсуги и Асакура в один год родилось трое детей, Тацуя Уэсуги, его младший брат близнец Кадзуя Уэсуги и их соседка Минами Асакура. С детства они были дружны и неразлучны, но прошло время, и они оба влюбились в Минами.
Трудолюбивый и целеустремлённый Кадзуя хорош и в спорте, и в учёбе, он ас бейсбольной команды средней школы и самый популярный парень у одноклассниц. Тацуя же лентяй, который все время опаздывает в школу и читает только мангу и журналы для взрослых, из-за чего постоянно попадает в неприятности. Но, несмотря на это, им обоим нравится Минами. Родители подростков строят планы о браке Кадзуи и Минами, а одноклассники считают их идеальной парой, однако последнее слово должна сказать сама Минами, которая всё время оглядывается на Тацую, ожидая, что он исполнит её мечту.

## Список персонажей
Кадзуя Уэсуги (яп. 上杉 和也) — Младший брат-близнец Тацуи. Очень серьёзный и трудолюбивый. По этой причине был любимым ребёнком в семье, родители также пытались поженить Кадзую и Минами. Очень популярен среди девушек в школе даже несмотря на то, что не такой атлетичный. Кадзуя влюблён в Минами, но подозревает, что та в начале любила Тацую, и поэтому отказывается с встречаться с ней.
Сэйю: Кэйити Намба
Тацуя Уэсуги (яп. 上杉 達也) — Старший брат близнец Кадзуи. Очень ленивый и эгоистичный, является полной противоположностью своего брата, однако сам по природе альтруист. В отличие от брата-трудоголика не добился никаких успехов в спорте и поэтому находится всегда в тени брата, хотя у Тацуи есть прирождённый талант к спорту. Как и Кадзуя влюбляется в Минами, девушку по соседству, однако в борьбе за её сердце уступает Кадзуе.
Сэйю: Юдзи Мицуя
Минами Асакура (яп. 浅倉 南) — Соседка главных героев и их возлюбленная. Помогает отцу в кафе после того, как её мать умерла. Минами благодаря своей привлекательной внешности очень популярна в школе. Сначала её родители желали, чтобы она вышла замуж за Кадзую, но та тогда любила Тацую. Однако в течение истории Минами находится чаще рядом к Кадзуей и поддерживает его в спорте на пути к славе.
Сэйю: Норико Хидака
Синго и Харуко (яп. 信悟 晴子) — Родители главных героев. Очень часто флиртуют и заигрывают друг с другом, даже на виду у парней. Отец как правило отчитывает и дразнит Кадзую, а мать смеётся в этот момент. Они не работают и живут за счёт сыновей, у которых благодаря карьере спорта большие доходы. Также у них есть собака самоед по имени Панти.
Тосио Асакура (яп. 浅倉 俊夫) — Отец Минами и владелец кафе-магазина «Минами кадзэ» (южный ветер). Вдовец, несмотря на то, что его жена умерла, смотрит на жизнь с оптимизмом, особенно когда видит Минами и Кадзую вместе, надеясь, что они скоро женятся. Всегда наблюдает за матчем Мэйсэй (где играет Кадзуя) со стадиона или по телевизору.
Сэйю: Хироси Масуока
Котаро Мацудайра (яп. 松平 孝太郎) — Ловец команды Мэйсэй и лучший друг Кадзуи, всегда играет в паре с ним.
Сэйю: Кобухэй Хаясия
Сёхэй Харада (яп. 原田 正平) — Член команды Мэйсэй и школьник очень грубый и имеет некрасивую внешность. Несмотря на всё это, Харада часто даёт ему полезные советы, и порой он искренне заботится о своём благополучии.
Акио Нитта (яп. 新田 明男) — Известный отбивающий, занимает второе место в команде Косиэн. Полностью посвящает себя бейсболу, когда то играл против Кадзуи в средней школе. Влюблён в Минами, её лучший друг.
Сэйю: Кадзухико Иноуэ
Юка Нитта (яп. 新田 由加) — Младшая сестра Акио, в очень хороших отношениях с ним. Она становится членом команды Мэйсэй, чтобы шпионить в пользу брата. Но позже влюбляется в Тацую. Очень хорошо ведёт наблюдение и анализ игры бейсболистов.
Сэйю: Миина Томинага
Исаму Нисимура (яп. 西村 勇) — Питчер, который страдает манией величия и сильно переоценивает свою значимость в истории. Несмотря на это, его броски не точны, поэтому он не представляет особой опасности для главных героев. Многие просто его игнорируют, хотя он сам уверен, что единственный его настоящий соперник — Акио Нитта.
Сэйю: Рюсэй Накао
Сигэнори Нисио (яп. 西尾 茂則) — Тренер команды «Мэйсэй». Позже он сильно заболевает, после чего вынужден лечь в больницу. На своё место ставит Эйдзиро Касивабу, отмечая, что он «добрый и нежный человек, который любит бейсбол всем своим сердцем». Возвращается, когда сезон почти кончился.
Сэйю: Коити Китамура
Эйдзиро Касиваба (яп. 柏葉 英二郎) — Заменил тренера Нисио. Очень жестокий, его тренировки похожи на спартанские. В первый день же увольняет Минами как менеджера и сильно избивает Тацую и Нисимуру. Из-за него команда потеряла удовольствие от игры, но многие бросили курить. Держит обиду на бейсбольную команду Мэйсэй из-за прошлого инцидента, связанного с ними.
Сэйю: Хидэюки Танака
Сатико Нисио (яп. 西尾 佐知子) — Дочь тренера Нисио и менеджер команды «Мэйсэй». Дружит с Минами, призывая её стать новым менеджером команды. Видит в Тацуе потенциальный талант и пытается продвинуть его по карьерной лестнице.
Сэйю: Хироми Цуру

## Аниме
На основе сюжета манги совместно студиями Group TAC и Studio Gallop был выпущен аниме-сериал, который транслировался по телеканалу Fuji TV с 24 марта 1985 года по 22 марта 1987 года. Во время выпуска он постоянно сохранял рейтинг 30+. В 2005 году, по результатам опроса представителей телеканала TV Asahi, сериал всё ещё входил в топ 100 аниме-сериалов, заняв 9-е место. Всего выпущена 101 серия аниме.

## Влияние на общество
- Кадзуя Камэнаси, — известный японский певец и член группы KAT-TUN, был назван в честь одного из главных героев Touch — Кадзуи Уэсуги[8][9][10].
- Тацуя Уэда, член той же группы KAT-TUN, был назван в честь другого главного героя — Тацуи Уэсуги[11].